# Topografia
|  | No s'ha de confondre amb Topologia. |

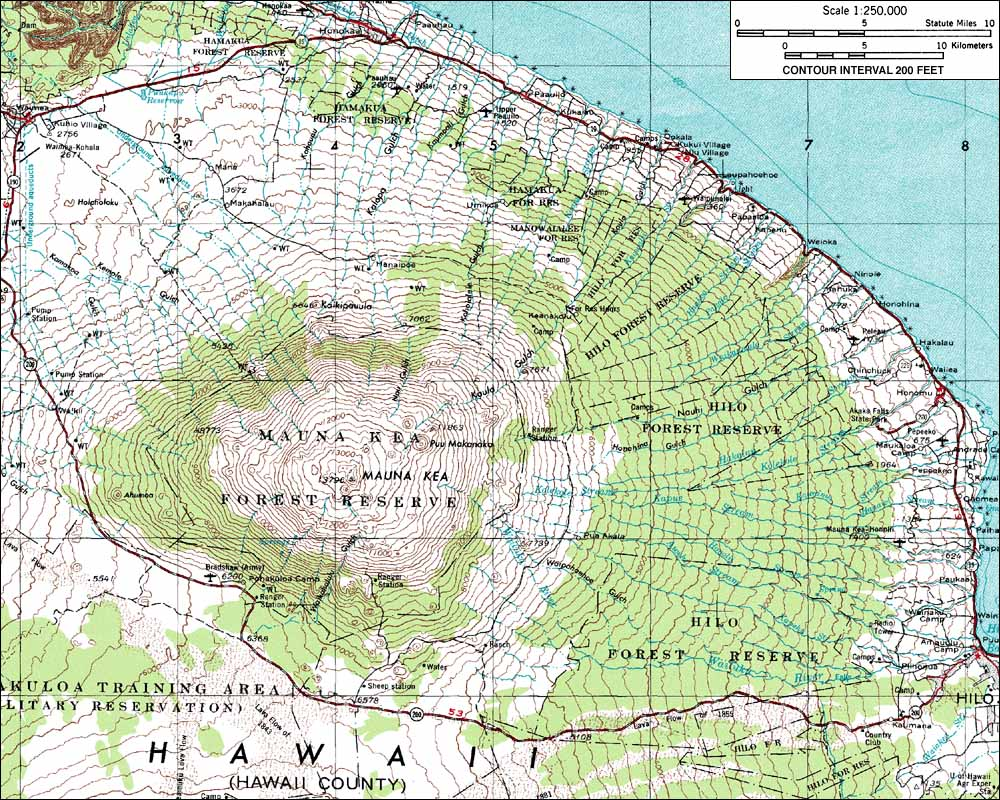
Mapa topogràfic de Mauna Kea, Hawaii

La topografia (del grec, "lloc", i γράφω graphō, "escriure") és un camp de la ciència planetària que comprèn l'estudi de la forma i característiques de la superfície de la Terra i altres objectes astronòmics incloent planetes, llunes i asteroides. És també la descripció d'aquestes formes de superfície i característiques (especialment la seva representació en mapes). La topografia d'una àrea també podria significar la forma de la superfície i les seves pròpies característiques.
La topografia es recolza en la geodèsia que s'ocupa de la determinació matemàtica de la forma de la Terra (forma i dimensions de la Terra, coordenades geogràfiques dels punts, altituds, desviacions de la vertical...). La topografia s'hi ocupa en el mateix grau, però en una escala més gran, i entra més en detalls per tal d'establir plànols i mapes a diferents escales
La cartografia pròpiament dita és l'art d'elaborar, de dibuixar els mapes, sovint amb una preocupació artística i no s'ha de confondre amb la topografia 
Però la topografia, nom genèric, és només un aspecte d'aquest ciències geogràfiques, dins el repertori de les quals trobem la geodèsia, la fotogrametria, la geomàtica, etc.
Per extensió, s'anomena també topografia a la disposició o relleu d'un lloc, o fins i tot una descripció de l'aspecte físic i moral de la persona.
El concepte d'agrimensor s'utilitza sovint en lloc de topògraf. La distinció prové d'una noció de dret real: el topògraf pot fer estudis, però sense valor contradictori i encara menys legal (aspecte del dret real).

## Història

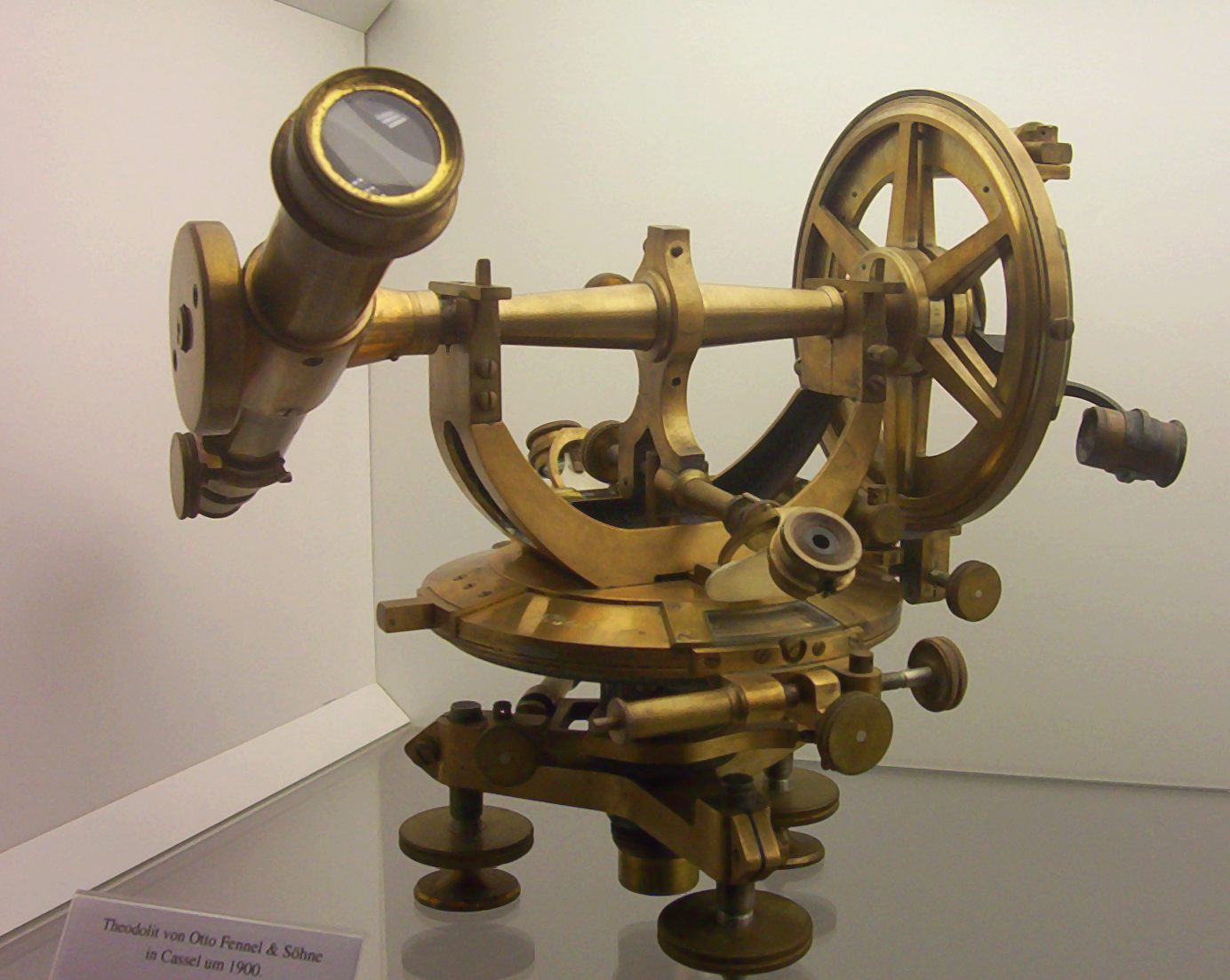
Teodolit el 1900

Els primers indicis de mesuraments de la superfície de la terra semblen datar dels egipcis, per a la construcció de les Piràmides, per tornar al seu lloc els límits dels cultius després de les crescudes del Nil, però també per delimitar les terres sotmeses a l'autoritat del faraó. S'han trobat moltes esteles al Pròxim Orient. Sembla, segons precisa Heròdot, que el poble egipci ja disposava d'un cadastre.
A partir de l'Imperi Romà, els agrimensors es van encarregar de limitar les terres, tot dividint els camps i mesurant així el territori als efectes d'impostos. També foren els encarregats de l'execució dels edificis i carreteres. Les conquestes dels romans i les seves construccions mostren una gran pràctica basada en part en l'angle recte. Una de les funcions essencials dels agrimensors romans va ser la realització d'un cadastre. Després de prendre les mesures realitzades sobre el terreny, tot el pla era transcrit en lloses de marbre en dos exemplars idèntics, un dels quals era per als arxius de l'estat, amb la qual cosa formaren un cadastre legal i tècnic.
A França, durant l'edat mitjana, els merovingis, simplement mantingueren l'organització romana. Els carolingis instauraran la talla, impost en benefici del Rei, que requereix la restauració dels documents de la terra, però sense mesuraments. És al Renaixement quan es fan els primers plànols de ciutat.
Mercator va introduir les primera projeccions sobre el globus i, per tant, la correcció de la curvatura de la Terra en els plànols.
Podem esmentar alguns topògrafs famosos Claude Chastillon (1559-1616) va ser el topògraf del Rei de França Enric IV per al que va fer 544 gravats. Jean-Dominique, comte de Cassini (1748-1845) va ser l'encarregat de completar el mapa de França iniciat pel seu pare, que no va ser acabat fins al 1815.

## Instruments topogràfics

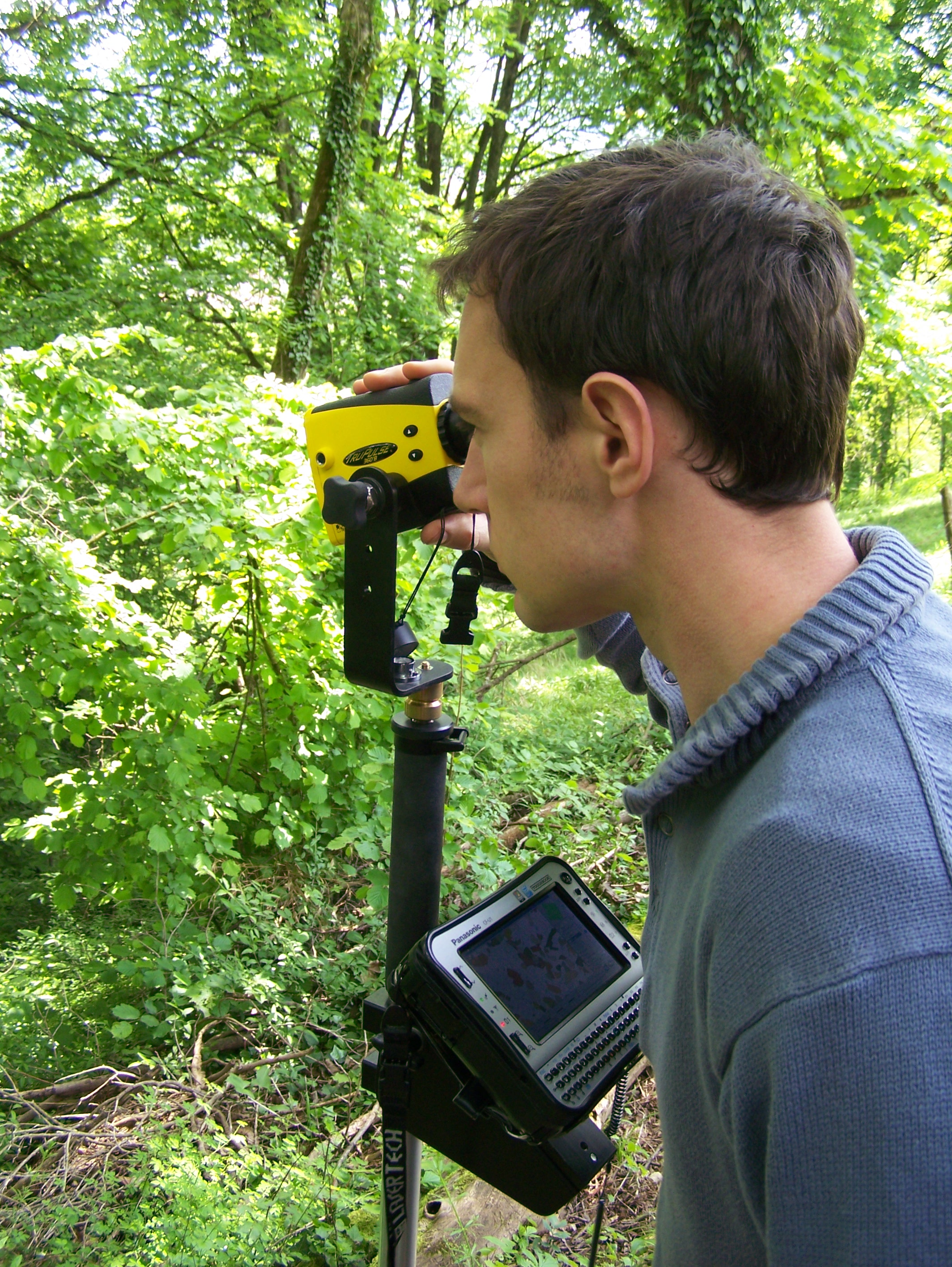
Telèmetre làser i ordinador de camp utilitzat per a la topografia, tecnologia « Field-Map ».

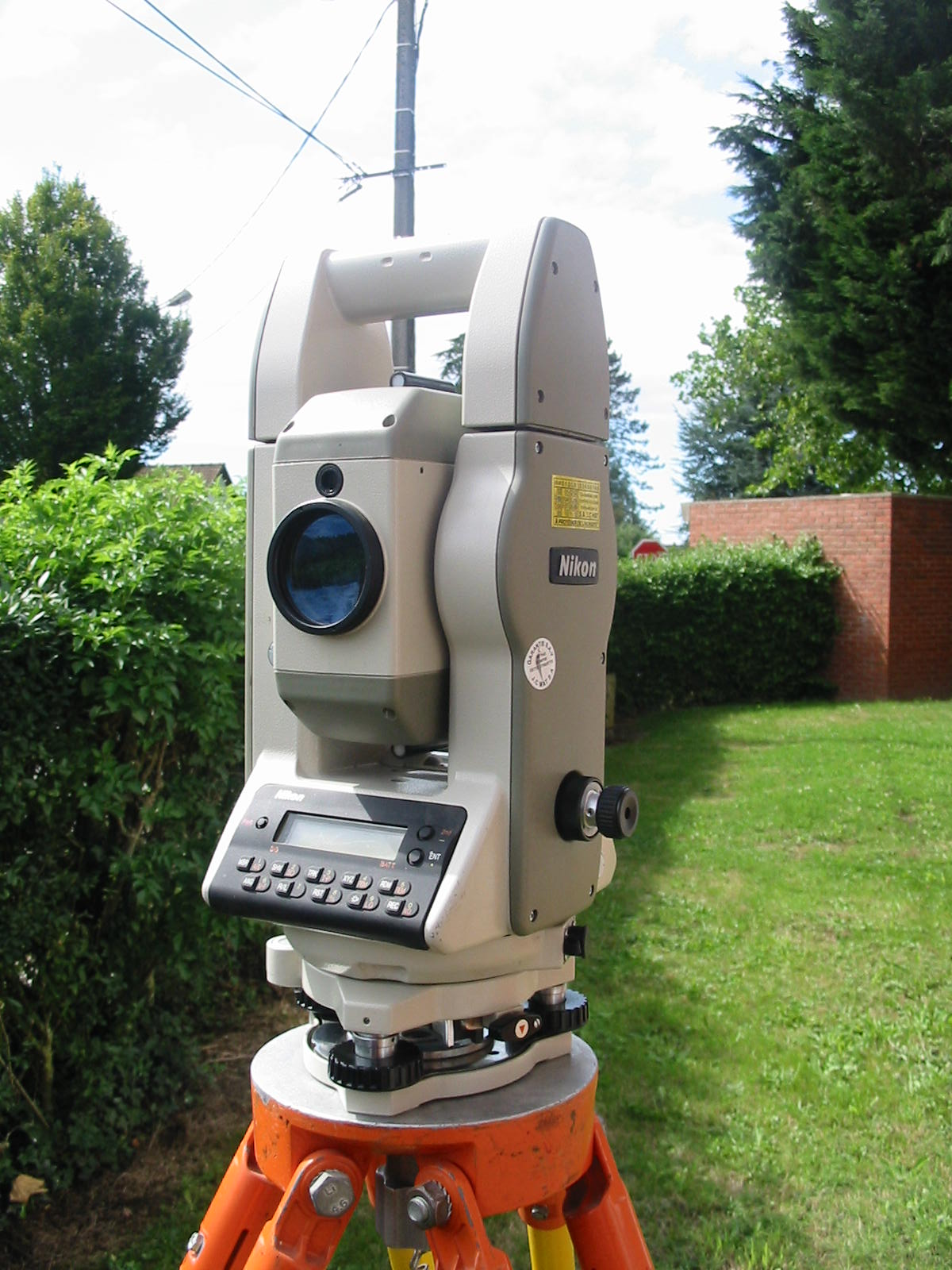
Estació total moderna

El telescopi refractor s'adaptà a la topografia al segle xvii. En aquest moment el principal instrument de l'agrimensor és la planxeta (o goniògraf). Aquest instrument es compon exclusivament d'un telescopi i un tauló de fusta. No serà fins al segle xx que apareixerà el teodolit. Permet mesurar angles horitzontals i verticals.
Des dels anys 1950 i 1960, les tècniques evolucionen. Amb la invenció dels distanciòmetres electrònics, el teodolit electrònic o estació total, permeten alhora mesurar distàncies i angles. Fins llavors, el mesurament de la distància es va fer utilitzant cintes mètriques (anomenades cadenes d'agrimensors): aquestes invencions són, per tant, un canvi molt significatiu en la feina dels topògrafs de terra, gairebé una revolució.
En les últimes dècades, l'aparició de l'electrònica i la informàtica han donat lloc a noves tècniques per a la topografia i el processament de dades: estacions totals motoritzades i accionades per control remot, posicionament per satèl·lit (per exemple, GLONASS o el més conegut: GPS), nivell amb codi de barres, telèmetre làser, etc.

## Ús de la topografia
La topografia permet dur a terme treballs en l'escala d'una ciutat o d'un país mitjançant una representació planimètrica (planimetria) i altimètrica (altimetria) idèntica en tot el seu territori. Aquestes feines poden ser la construcció de carreteres, ponts, canals, túnels, etc.
Els treballs de topografia es duen a terme per geòmetres, topògrafs o agrimensors
En una perspectiva lingüística, la topografia s'utilitza per descriure l'espai d'un lloc. Forma part de la tipologia descriptiva que combina diversos tipus de descripcions en funció de l'objecte descrit. En el camp de la informàtica, es parla, per exemple, de topografies circuits integrats, que són l'objecte d'una protecció de la propietat intel·lectual a través de la seva pròpia llei al Canadà.

## Mapes i plànols

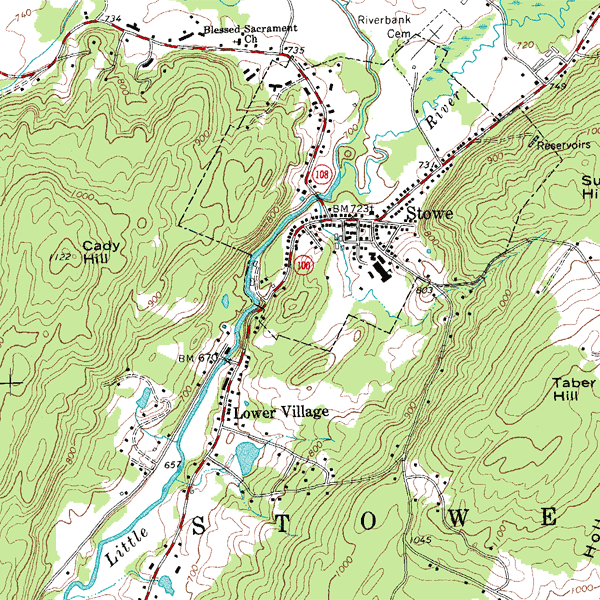
Exemple de mapa topogràfic

Els mapes topogràfics són una representació geomètrica, en general plana, d'una part de la Terra.
A França s'utilitza la projecció cònica conforme de Lambert, per tal de determinar amb precisió els punts, anomenats punts geodèsics o de triangulació, que serà coneguts en coordenades. Mitjançant aquesta projecció, es pot determinar la posició virtual de qualsevol punt en el terreny. Aquest estarà molt a prop de la seva posició actual, en un ordre d'uns pocs decímetres.
En cada mapa, l'escala de la representació és sempre present. Una quadrícula que indica les coordenades també es pot representar, així com les corbes de nivell) que representen l'altimetria.

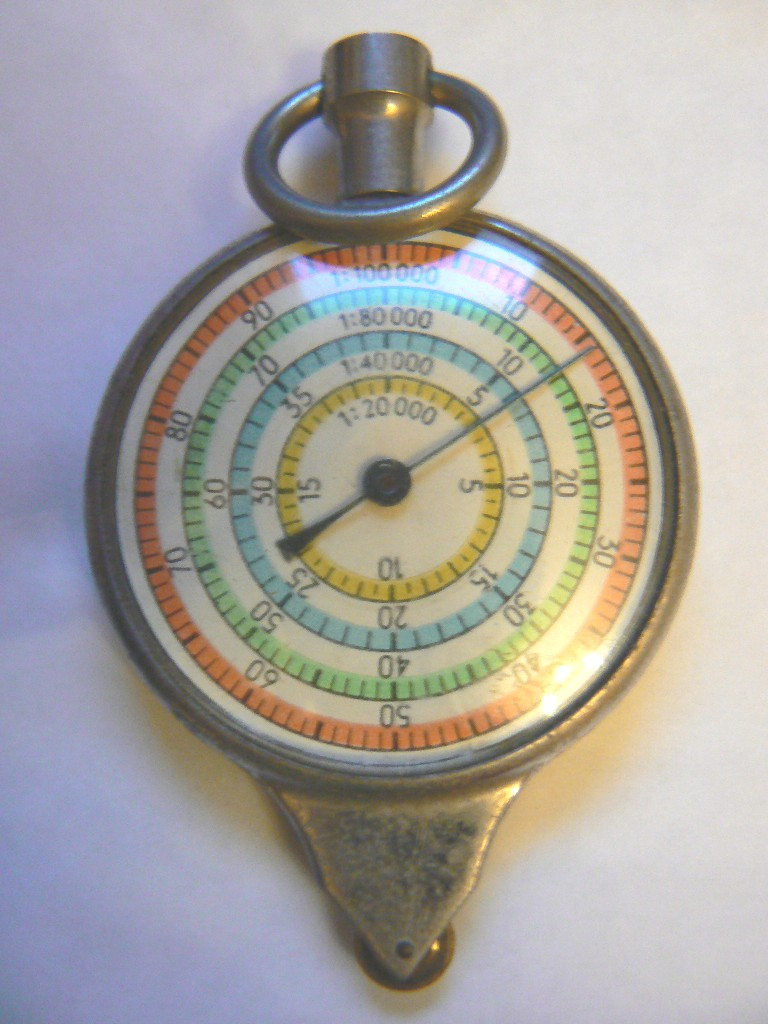
Un curvímetre mecànic

Els mapes poden representar només alguns elements del territori a diferents escales. Per tant, hi ha mapes d'interès general per als particulars i altres adaptats a les necessitats més específiques dels professionals. Els mapes a escala 1/25000 presenten les corbes de nivell, boscos, carreteres, ciutats, etc. Són útils per al senderisme. Els mapes adaptats per a obres públiques es fan a escala de la construcció i indiquen l'emplaçament de futures construccions i les evolucions en curs.
El curvímetre és un dels instruments utilitzats per a mesurar les corbes de mesurament als mapes. És un instrument útil, ja que permet, gràcies a la seva roda o a la seva bola, de calcular les distàncies, traçant-les al mapa però, a més, els curvímetres estan dotats de graduacions d'escala o d'una conversió electrònica entre la distància mesurada i la distància real.
El planímetre serveix per mesurar les superfícies sobre els plànols i els mapes.

## Disciplines associades

### Topometria
La topometria és el conjunt d'operacions que hom efectua sobre un terreny a fi de determinar els valors numèrics dels elements necessaris per a construir un pla o mapa. El topòmetre mesura per establir un model numèric del terreny, el plànol del qual no és altra cosa que una imatge derivada amb una escala donada.

### Geodèsia
La geodèsia és la ciència que estudia les formes i dimensions de la Terra, però també les seves propietats físiques, el camp gravitatori, la tasca de la qual condueix a la representació plana de grans superfícies.

### Fotogrametria
És l'art de determinar i representar els objectes a partir d'imatges digitals o de pel·lícula. Es para de fotogrametria terrestre o aèria (aerofotogrametria).

### Teledetecció espacial
La teledetecció abasta totes les tècniques de mesura sense contacte, però, se sol distingir aquesta disciplina de la lasergrametria i la fotogrametria.

### Lasegrametria
Veritable innovació tecnològica, la lasergrametria o revelat amb escàner làser 3D permet l'adquisició, sense contacte d'objectes, escenes tridimensionals grans i complexos. Els resultats són objectes reals i presentacions digitals escenes digitalitzades mitjançant l'estudi de diversos milions de punts tridimensionals per segon.
El seu ús permet un guany en precisió en les mesures, alhora que ofereix en el menor temps possible noves perspectives de resultats i valoració.

### Batimetria
La batimetria consisteix a determinar la forma dels fons aquàtics: estudi dels rius, de les ribes per a projectes d'instal·lacions portuàries. És més aviat la responsabilitat dels enginyers hidrogràfics.

### Astronomia
És important recordar la relació entre l'astronomia posicional i la geodèsia.

### Cartografia
En aquesta secció, el terme cartografia es refereix al concepte de representació cartogràfica. La cartografia és la representació convencional damunt un suport físic o numèric de tots els detalls naturals i artificials i moviments del terreny que caracteritzen una porció de la superfície del sòl.